# Shannonomyia oslari
Shannonomyia oslari är en tvåvingeart som först beskrevs av Alexander 1916.  Shannonomyia oslari ingår i släktet Shannonomyia och familjen småharkrankar. Inga underarter finns listade i Catalogue of Life.